# قاعدة بيانات بايلشتاين

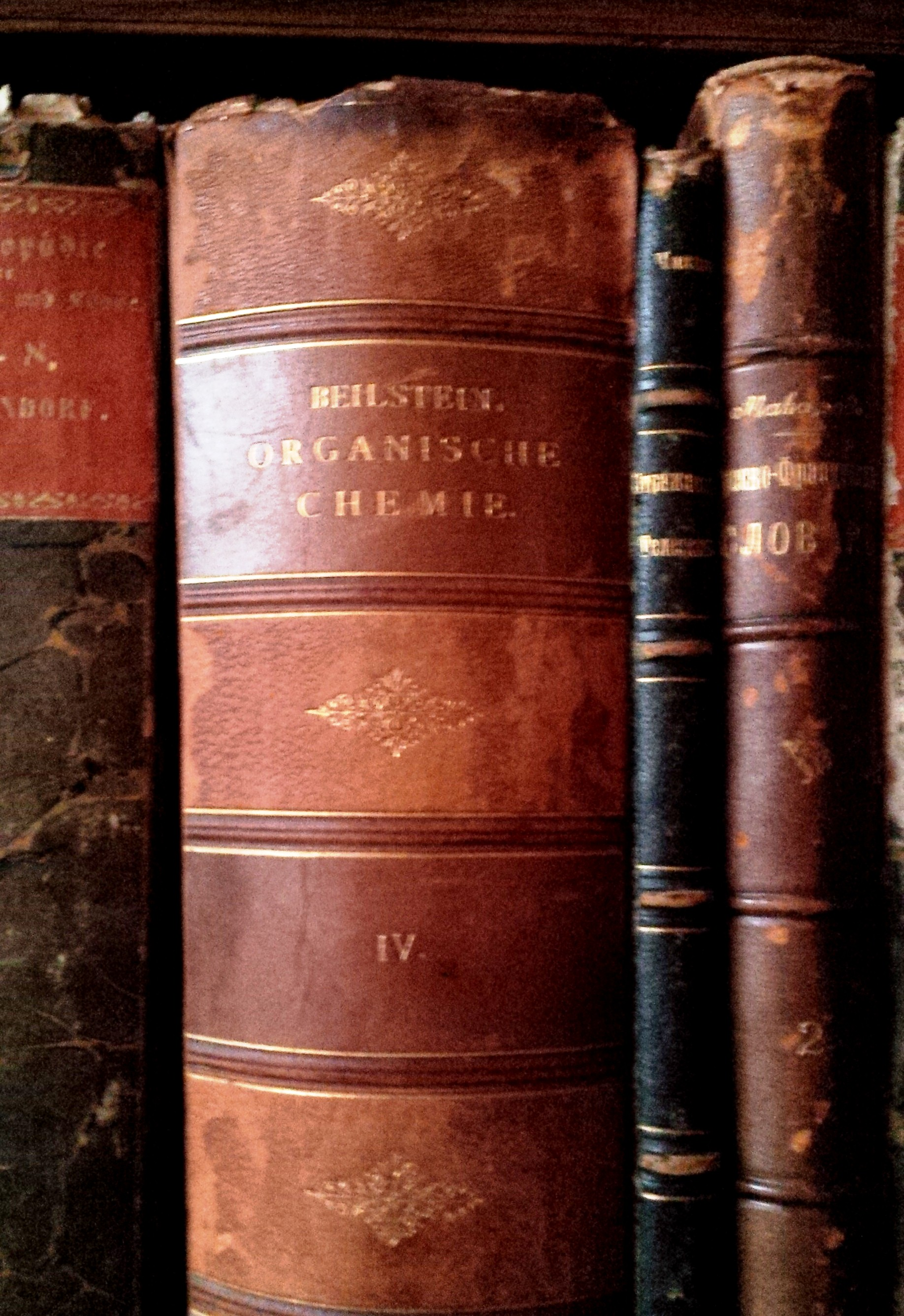

قاعدة بيانات بايلشتاين (بالإنجليزية: Beilstein database) هي أكبر قاعدة بيانات في مجال الكيمياء العضوية، حيث يعرف فيها كل مركب بشكل فريد من خلال عدد خاص.
تغطي قاعدة البيانات المواد العلمية المكتوبة منذ عام 1771 حتى الوقت الحالي وتحتوي على معلومات متحقق منها تجريبيا لتفاعل كيميائي ومادة كيميائية من إصدرارات علمية أصلية. توجد قاعدة بيانات إلكترونية من كتيب بايلشتاين للكيمياء العضوية (بالإنجليزية: Beilstein's Handbook of Organic Chemistry) الذي أسسه فريدريك كونراد بايلشتاين في عام 1881، لكن يظهر في الإنترنت بأسماء وأرقام مختلفة.
ترعى إلزيفير قاعدة البيانات وتوزعها في فرانكفورت تحت اسم ريكسيس (بالإنجليزية: Reaxys).
محتويات بايلشتاين في ريكسيس فيها معلومات مستكملة من قاعدة بيانات جميلين والتي تحتوي على معلومات عضوية فلزية ولاعضوية وكذلك قاعدة بيانات براءات اختراع.